# Du är inte klok, Madicken
Pour plus de détails, voir Fiche technique et Distribution.
Du är inte klok, Madicken (littéralement, en français : Tu es folle, Madicken) est un film suédois réalisé par Göran Graffman sorti en Suède en 1979. 
C'est un long métrage en prises de vues réelles pour la jeunesse, adapté des fictions radiophoniques et des livres de l'auteur suédois Astrid Lindgren.

## Fiche technique
- Titre  : Du är inte klok, Madicken
- Titre original : Du är inte klok, Madicken
- Réalisation : Göran Graffman
- Scénario :
- Photographie :
- Montage :
- Musique :
- Pays de production :  Suède
- Langue : Suédois
- Format : couleur
- Son : Dolby
- Durée : 104 minutes
- Date de sortie : 
  - Suède : 14 décembre 1979

## Distribution
- Jonna Liljendahl : Madicken
- Liv Alsterlund : Lisabet
- Monica Nordquist : Mamma
- Björn Granath : Pappa
- Lis Nilheim : Alva
- Sebastian Håkansson : Abbe Nilsson
- Allan Edwall : farbror E.P. Nilsson
- Birgitta Andersson : tant Emma Nilsson
- Fillie Lyckow : Fröken
- Yvonne Lombard : Borgmästarinnan
- Fredrik Ohlsson : Borgmästaren
- Ted Åström : Sotarn
- Kerstin Hansson : Mia
- Cecilia Orlando-Willberg : Mattis
- Hans Pettersson : Viktor
- Mikael Eriksson : Martin
- Dan Mähl : Elof
- Anna Engwall : Anna-Lisa
- Sif Ruud : Linus-Ida
- Björn Gustafson : Doktor Berglund
- Karl Ragnar Fredriksson : Kapten Billgren
- Karin Miller : Barnmorskan
- Jan Nygren : Överläraren